# En Esch
En Esch är en tysk musiker inom genren industrial. Han har varit medlem av grupperna KMFDM, Pigface och Slick Idiot. Han lämnade KMFDM 1998, och bildade gruppen Slick Idiot med en annan före detta KMFDM-medlem, Günter Schulz.

## Soloalbum
- Cheesy (1993) - album
- Confidence (1993) - singel från Cheesy
- Spänk (2014) - album
- Trash Chic (2016) - album
- Dance Hall Putsch (2024) - album

## Pigface-album
- Gub (1990)
- Welcome to Mexico... Asshole (1991)
- Fook (1992)
- Washingmachine Mouth (1992)
- Truth Will Out (1993)